# 32 Jazz
32 Jazz was een onafhankelijk Amerikaans platenlabel, dat gespecialiseerd was in het (her)uitbrengen van jazz-platen. Het label werd halverwege de jaren negentig opgericht door Joel Dorn, voorheen jazz- en rhythm-and-blues-producer voor Atlantic Records. Dorn was ook oprichter van Label M en Hyena Records.
Het label bracht rond de 250 platen opnieuw uit, albums van Atlantic Records (bijvoorbeeld Roland Kirk en Yusef Lateef) maar ook van de kleinere labels Muse Records (bijvoorbeeld Sonny Stitt, Phil Woods, Cedar Walton, Sonny Criss) en Landmark Records (Kronos Quartet, Charlie Rouse, Bobby Hutcherson). Het grootste commerciële succes kwam met de uitgave van de Jazz For a Rainy Afternoon-verzamelingen. Ook kwam er nieuw materiaal uit, onder meer van Kirk, de Jazz Passengers (met zangeres Deborah Harry), Willis Jackson, Zoot Sims en Sonny Stitt.